# Hyun Seung-hee
Hyun Seung-hee (hangul: 현승희; nascida em 25 de janeiro de 1996), mais conhecida apenas como Seunghee (hangul: 승희), é uma cantora, dançarina e atriz sul-coreana. Em abril de 2015, estreou como membro do grupo Oh My Girl. Iniciou sua carreira como atriz em 2015 no drama da Naver TV Cast Loss:Time:Life junto com Baro e Sandeul de B1A4.

## Biografia
Seunghee nasceu em Chuncheon, Gangwon, Coreia do Sul em 25 de janeiro de 1996. Antes de sua estréia, Seunghee participou dos programas National Singing Contest (2006) da KBS 1TV, Star King (2007) da SBS e do Superstar K2 da Mnet (2010). Em outubro de 2013, ela apareceu no videoclipe "Open The Door" de Lim Chang-jung. Em dezembro de 2014, Seunghee se juntou à WM Entertainment. Em 2015, estreou como membro do grupo Oh My Girl.
Em julho de 2016, Seunghee se juntou ao Girl Spirit da JTBC, um reality show competição de canto destinado a destacar as vocalistas de grupos femininos menos conhecidos através de suas performances temáticas semanais. As performances de Seunghee em Girl Spirit inclui um cover de "Dream Girl" de SHINee, uma versão rock de "Cheer Up" de TWICE e um duo com Sandeul de B1A4 dedicado a seu irmão. Entre as outras onze concorrentes, Seunghee ficou em segundo lugar depois de Kim Bo-hyung, de SPICA, ganhando uma viagem de férias para sua família em Saipan.
Seunghee teve seu primeiro OST em setembro de 2017, lançando "You Are" para Temperature of Love.